# Chrisiliu
Chrisiliu (gr. Χρυσηλιου, tur. Yuvacık) – część gminy miejskiej Morfu, w Republice Cypryjskiej, w dystrykcie Nikozja. Kontrolowana jest de facto przez Turecką Republikę Cypru Północnego.